# Río Lajas (Toa Alta)
Río Lajas es un barrio ubicado en el municipio de Toa Alta en el estado libre asociado de Puerto Rico. En el Censo de 2010 tenía una población de 2566 habitantes y una densidad poblacional de 265,47 personas por km².

## Geografía
Río Lajas se encuentra ubicado en las coordenadas 18°22′34″N 66°17′40″O / 18.37611, -66.29444. Según la Oficina del Censo de los Estados Unidos, Río Lajas tiene una superficie total de 9.67 km², de la cual 9.66 km² corresponden a tierra firme y (0.05%) 0.01 km² es agua.

## Demografía
Según el censo de 2010, había 2566 personas residiendo en Río Lajas. La densidad de población era de 265,47 hab./km². De los 2566 habitantes, Río Lajas estaba compuesto por el 74.08% blancos, el 7.48% eran afroamericanos, el 0.47% eran amerindios, el 15.2% eran de otras razas y el 2.77% pertenecían a dos o más razas. Del total de la población el 99.14% eran hispanos o latinos de cualquier raza.